# بوتي بايين
بوتي بايين (بالفارسية: بوتی پایین) هي قرية تقع في منطقة بولان في إيران. يقدر عدد سكانها بـ 179 نسمة بحسب إحصاء 2016.